# Cinepak
Cinepak (o CVID) è un codec video lossy multipiattaforma. Una implementazione libera per la decodifica è inclusa in libavcodec.